# Chaptalia
Chaptalia är ett släkte av korgblommiga växter. Chaptalia ingår i familjen korgblommiga växter.

## Bildgalleri

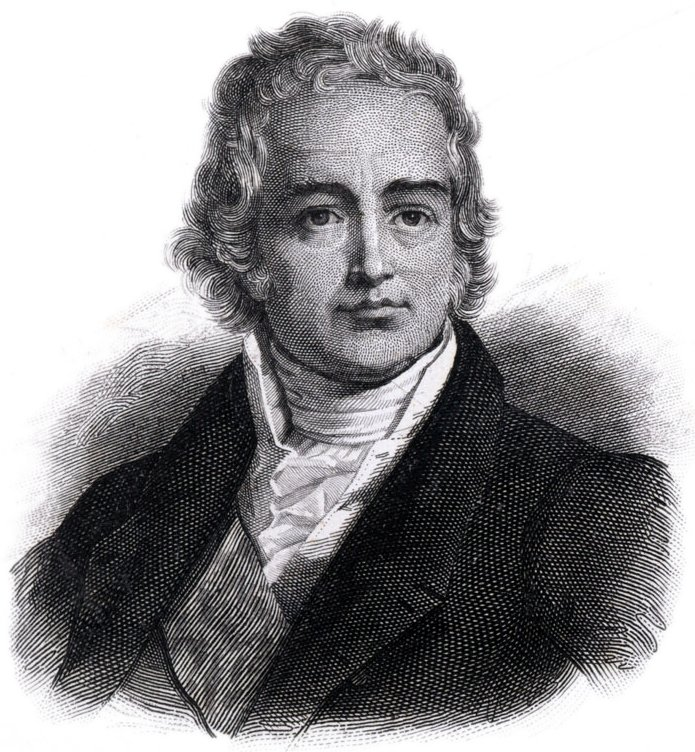

## Dottertaxa tillChaptalia, i alfabetisk ordning[1]
- Chaptalia albicans
- Chaptalia anisobasis
- Chaptalia araneosa
- Chaptalia arechavaletae
- Chaptalia callacallensis
- Chaptalia chapadensis
- Chaptalia cipoensis
- Chaptalia cordata
- Chaptalia cordifolia
- Chaptalia dentata
- Chaptalia denticulata
- Chaptalia estribensis
- Chaptalia exscapa
- Chaptalia flavicans
- Chaptalia graminifolia
- Chaptalia hermogenis
- Chaptalia hidalgoensis
- Chaptalia hintonii
- Chaptalia hololeuca
- Chaptalia ignota
- Chaptalia incana
- Chaptalia integerrima
- Chaptalia isernina
- Chaptalia lyratifolia
- Chaptalia madrensis
- Chaptalia malcabalensis
- Chaptalia mandonii
- Chaptalia martii
- Chaptalia meridensis
- Chaptalia modesta
- Chaptalia nutans
- Chaptalia oblonga
- Chaptalia paramensis
- Chaptalia piloselloides
- Chaptalia pringlei
- Chaptalia pumila
- Chaptalia rotundifolia
- Chaptalia runcinata
- Chaptalia similis
- Chaptalia sinuata
- Chaptalia spathulata
- Chaptalia stuebelii
- Chaptalia texana
- Chaptalia tomentosa
- Chaptalia transiliens